# Файльге Беррайде
Файльге Беррайде (др.‑ирл. Failge Berraide; умер не ранее 516) — король лейнстерского септа Уи Файльги (начало VI века).

## Биография

### Происхождение
Точное происхождение Файльге Беррайде неизвестно. В некоторых ирландских средневековых источниках он называется предком-эпонимом септа Уи Файльги. На основании этого ряд современных историков отождествляют его с Русом Файльге, также считающимся родоначальником Уи Файльги. Вероятно, Файльге Беррайде тождественен и Файльге Роту, упоминающемуся в «Лейнстерской книге» второму королю Уи Файльги. О идентичности этих лиц свидетельствуют и данные о сражении при Фрему: в «Анналах Ульстера» победителем в битве назван Файльге Беррайде, в «Анналах Инишфаллена» — Рус Файльге, а в ирландской саге «Борома» — Файльге Рот.
В то же время такая идентификация связана с проблемами хронологического характера, так как и Руса Файльге, и Файльге Рота средневековые источники называют сыновьями жившего во II веке верховного короля Ирландии Катайра Мора. Вероятно, сведения о том, что отцом обоих этих лиц был Катайр Мор, являются ошибкой авторов средневековых генеалогий.

### Конфликт со святым Патриком
В различных средневековых источниках, связанных с деятельностью святого Патрика, сохранилось предания о конфликте этого «апостола Ирландии» с королём Файльге Беррайде. Традиционно это событие датируется временем около 452 года. Согласно составленному в IX веке «Трёхчастному житию», посещая земли Уи Файльги Патрик уничтожил священное дерево, под которым местные правители возводились на престол. Взбешённый король, ярый последователь языческих традиций, попытался убить святого. Однако жертвою Файльге стал не Патрик, а его возничий Одран. По свидетельству жития, сразу после убийства король был поражён Божьим гневом и тут же скончался. Вероятно, в этом предании нашли отражение реальные события: противодействие правителей Уи Файльги христианизации и значительное снижение влияния этого септа ко времени создания жития.

### Войны с Уи Нейллами
Наиболее достоверные сведения о Файльге Беррайде содержатся в ирландских анналах. В них он представлен как правитель Уи Файльги, владевший землями на территории современного графства Оффали и подчинявшийся верховной власти лейнстерского короля Илланна мак Дунлайнге. В анналах сообщается, что в начале VI века Файльге Беррайде вёл войны с Уи Нейллами, желавшими расширить свои владения за счёт соседних земель. В 510 году войско Уи Файльги вторглось во владения Уи Нейллов и при Фрему (около Лох-Оуэла) одержало победу над войском короля Миде Фиаху мак Нейлла. Однако уже в 516 году Фиаху разгромил Файльге Беррайде в сражении при Друйм Дерге. Эта победа позволила Уи Нейллам захватить восточные области Лейнстера (земли современных ирландских графств Уэстмит и Оффали) и значительно расширить территорию королевства Миде.
После 516 года сведения о Файльге Беррайде в исторических источниках отсутствуют. Предполагается, что хотя под власть Уи Нейллов перешли некоторые земли Уи Файльги, септ сохранил бо́льшую часть своих владений. Вероятно, до середины VI века этот септ был наиболее влиятельной силой в Северном Лейнстере. В дальнейшем Уи Файльги упоминается как лейнстерское пограничное суб-королевство, резиденция правителей которого располагалась в Ратангане.

### Семья
Согласно трактату из манускрипта «Rawlinson B 502», у Файльге Беррайде было шесть сыновей: Нат И, Бренайнд, Энгус Финд, Энгус Дуб, Далан и Эохайд. Следующим после Файльге Беррайде правителем Уи Файльги, о котором известно из исторических источников, был его внук Бруидге мак Нат И, живший во второй половине VI века.